# Іл-214

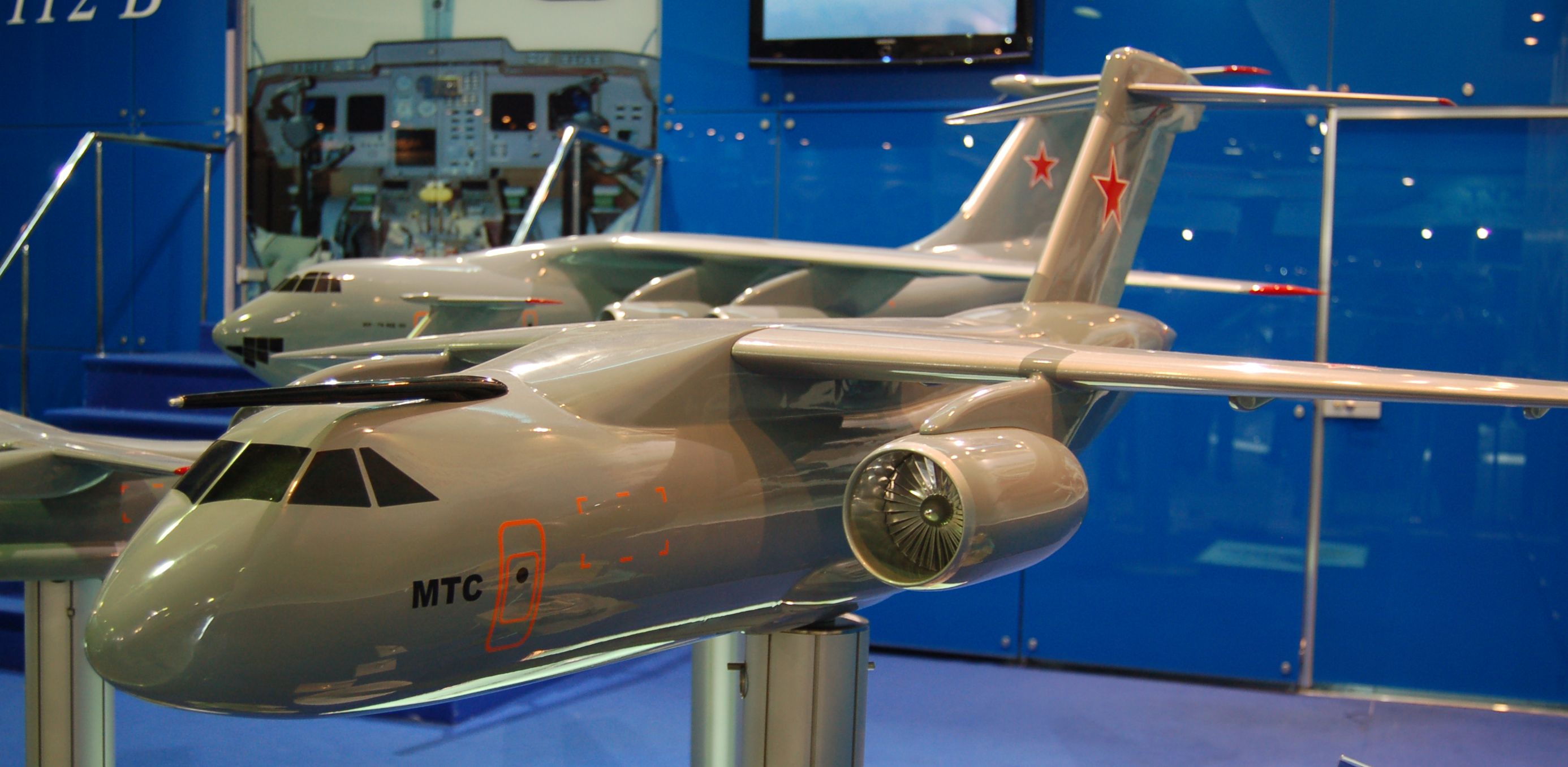

Іл-214 (також відомий під позначеннями рос. МТС — многоцелевой транспортный самолет) — проєкт російського тактичного військово-транспортного літака, що розроблявся компанією «Авіаційний комплекс імені Іллюшина» в 2001-2017 рр. для ВПС Росії як заміна літаків Ан-12, Ан-26 і Ан-72. Проєкт здійснювався за фінансової участі Індії. В 2017 року проєкт був закритий.
Економічне обґрунтування проєкту передбачало, що літак мав перевозити до 80% всіх типів озброєнь і військової техніки при значно менших витратах за аналоги. Для цього літак мав бути облаштований вантажною кабіною ідентичних до поширеного в Росії Іл-76МД розмірів.
Концепт літака був розрахований на перевезення вантажів масою 12 т на дальність 3700 км, або масою 20 т на дальність 2000 км, або до 90 десантників.
За розрахунками, вартість одного літака мала становити 35-40 мільйонів доларів США, вартість всієї програми розробки — приблизно 600 мільйонів доларів.
В 2017 року проєкт був закритий через відсутність прогресу, неодноразові зриви термінів виконання проєктних робіт та остаточну відмову індійської сторони від подальшого фінансування проєкту. Натомість, Індія уклала контракт з Україною на участь в українському проєкті Ан-178.